# Debye-Temperatur
Die Debye-Temperatur {\displaystyle \Theta _{\mathrm {D} }} (nach Peter Debye) ist ein materialabhängiger Parameter in der Festkörperphysik. Sie ist ein Maß für die Größe der vorkommenden Phononenfrequenzen in einem Material. Sie bezeichnet die Temperatur, bei der alle möglichen Zustände gerade besetzt sind.
| Material | {\displaystyle \Theta _{\mathrm {D} }} in K |
| -------- | ------------------------------------------- |
| Diamant  | 1860                                        |
| Si       | 645                                         |
| Cr       | 610                                         |
| Fe       | 470                                         |
| Mo       | 450                                         |
| Al       | 428                                         |
| Ge       | 374                                         |
| Cu       | 345                                         |
| Ag       | 215                                         |
| Au       | 165                                         |
| Na       | 160                                         |
| Pb       | 95                                          |
| Ar       | 92                                          |
| Se       | 90                                          |
| Rb       | 56                                          |

Gemäß dem Debye-Modell treten in einem kristallinen Festkörper aus {\displaystyle N} Oszillatoren nur Zustände mit den {\displaystyle 3N} tiefsten Frequenzen auf. Die größte auftretende Frequenz ist die debyesche Abschneidefrequenz {\displaystyle \omega _{\mathrm {D} }}. Aus dieser wiederum definiert man die Debye-Temperatur:
{\displaystyle \Theta _{\mathrm {D} }={\frac {\hbar \cdot \omega _{\mathrm {D} }}{k_{\mathrm {B} }}}={\frac {\hbar \cdot v_{\mathrm {D} }}{k_{\mathrm {B} }}}\cdot {\sqrt[{3}]{\frac {6\pi ^{2}\cdot N}{V}}}}.
Dabei bezeichnen
- {\displaystyle \hbar } die reduzierte Planck-Konstante {\displaystyle h/2\pi }
- {\displaystyle k_{\mathrm {B} }} die Boltzmann-Konstante
- {\displaystyle v_{\mathrm {D} }} die Schallgeschwindigkeit und
- {\displaystyle V} das Volumen des Kristalls.

Die Debye-Temperatur legt im Rahmen des Debye-Modells die spezifische Wärme {\displaystyle c_{\mathrm {V} }} für alle Temperaturen fest.